# Trofeo Città di Jesolo
Il Trofeo Città di Jesolo, nato nel 2008 come Grand Prix Città di Jesolo, è la più importante gara amichevole internazionale di ginnastica artistica femminile.
La competizione amichevole si svolgerà presso il Pala Turismo di Jesolo il 12 e 13 aprile 2025 e, da quest’anno, sarà organizza dalla società sportiva Artistica Jesolo ssdarl di Jesolo.
Si distingue per la presenza delle competizioni anche per la categoria juniores e per l'aggiunta, nel 2013, delle finali ad attrezzo: è l'unica gara, oltre alle competizioni ufficiali, con competizioni di squadra e finali per attrezzo.
L'atleta con più medaglie di sempre in questa competizione è Bailie Key, con 11 medaglie d'oro, 3 d'argento e 2 di bronzo.

## I Edizione
La 1ª edizione della competizione, avvenuta l'8 marzo 2008. Vi hanno partecipato:
- Italia (senior: Vanessa Ferrari, Lia Parolari, Carlotta Giovannini, Francesca Benolli, Monica Bergamelli, Sara Bradaschia) (junior: Paola Galante, Elisabetta Preziosa, Eleonora Rando, Andrea La Spada, Serena Licchetta, Valentina Scapin)
- Polonia (Joanna Litewka, Gabriela Janik, Marta Pihan, Marta Frackiewicz, Sara Szczawioska Monika Frandofert)
- Spagna (senior: Patricia Moreno, Lenika De Simone, Naomi Ruiz, Laura Campos, Mercedes Alcaide) (junior: Anna Serra, Cintia Rodriguez, Claudia Vila, Claudia Menendez, Vanessa Sanchez, Ana Inzurieta)
- Stati Uniti (senior: Shawn Johnson, Samantha Peszek, Chelsea Davis, Olivia Courtney, Jana Bieger, Bridget Sloan) (junior: Jordyn Wieber, Rebecca Bross, Rebecca Clark, Samantha Shapiro, Morgan Smith).
- Romania (junior: Ana Porgras, Amelia Racea, Diana Chelaru, Loredana Sabau, Claudia Voicu, Diana Trenca)

| Evento               | Oro                                                                                               | Punti   | Argento | Punti   | Bronzo                                                                           | Punti   |
| Concorso individuale | Shawn Johnson                                                                                     | 61.700  | Vanessa Ferrari                                                                                             | 60.100  | Samantha Peszek                                                                  | 59.050  |
| Concorso a squadre   | Stati Uniti Shawn Johnson Samantha Peszek Chelsea Davis Olivia Courtney Jana Bieger Bridget Sloan | 179.050 | Italia Vanessa Ferrari Lia Parolari Carlotta Giovannini Francesca Benolli Monica Bergamelli Sara Bradaschia | 177.950 | Spagna Lenika De Simone Naomi Ruiz Patricia Moreno Laura Campos Mercedes Alcaide | 151.050 |

Risultati Junior
| Evento               | Oro                                                                                 | Punti   | Argento                                                                                                   | Punti   | Bronzo                                                                                   | Punti   |
| Concorso individuale | Jordyn Wieber                                                                       | 60.900  | Rebecca Bross                                                                                             | 60.500  | Paola Galante                                                                            | 58.300  |
| Concorso a squadre   | Stati Uniti Jordyn Wieber Rebecca Bross Rebecca Clark Samantha Shapiro Morgan Smith | 181.050 | Italia Paola Galante Elisabetta Preziosa Eleonora Rando Andrea La Spada Serena Licchetta Valentina Scapin | 172.100 | Romania Ana Porgras Amelia Racea Diana Chelaru Loredana Sabau Claudia Voicu Diana Trenca | 166.000 |

## II Edizione
La II edizione si è svolta il 14 marzo 2009. Vi hanno partecipato:
- Brasile (senior: Bruna Leal, Ethiene Franco, Daniele Hypolito, Priscilla Cobello, Ana Claudia Silva, Kihuani Dias) (junior: Janaina Silva, Anna Caroline Cardoso, Leticia Da Costa, Nadine Ourives)
- Cina (senior: He Ning)
- Gran Bretagna (senior: Rebecca Downie, Ruby Straw, Jessica Hogg, Rebecca Wing, Hannah Whelan, Elizabeth Tweddle) (junior: Niamh Rippin, Danusia Francis, Elizabeth Beddoe, Nicole Hibbert, Jennifer Pinches, Jocelyn Hunt)
- Italia (senior: Lia Parolari, Paola Galante, Emily Armi, Serena Licchetta, Eleonora Rando, Elisabetta Preziosa) (junior: Carlotta Ferito, Erika Fasana, Anita Rupini, Alessia Scantamburlo, Greta Carnessali)
- Romania (senior: Anamaria Tamarjan, Diana Chelaru, Sandra Izbasa, Daniela Druncea, Gabriela Dragoi (junior: Amelia Racea, Diana Trenca, Raluca Haidu)

### Risultati Senior
| Evento               | Oro                                                                                              | Punti   | Argento                                                                                             | Punti   | Bronzo                                                                                           | Punti   |
| Concorso individuale | Lia Parolari                                                                                     | 54.750  | He Ning                                                                                             | 54.600  | Bruna Leal Paola Galante                                                                         | 54.500  |
| Concorso a squadre   | Italia Lia Parolari Paola Galante Emily Armi Serena Licchetta Eleonora Rando Elisabetta Preziosa | 161.950 | Brasile Bruna Leal Ethiene Franco Daniele Hypolito Priscilla Cobello Ana Cláudia Silva Kihuani Dias | 159.000 | Gran Bretagna Ruby Straw Jessica Hogg Rebecca Wing Hannah Whelan Elizabeth Tweddle Beckie Downie | 156.350 |

### Risultati Junior
| Evento               | Oro | Punti   | Argento                                                                                                  | Punti   | Bronzo                                                                      | Punti   |
| Concorso individuale | Amelia Racea                                                                                                | 55.550  | Carlotta Ferlito                                                                                         | 54.850  | Erika Fasana                                                                | 54.600  |
| Concorso a squadre   | Italia Carlotta Ferlito Erika Fasana Francesca Deagostini Anita Rupini Alessia Scatamburlo Greta Carnessali | 163.650 | Gran Bretagna Niamh Rippin Nicole Hibbert Danusia Francis Elizabeth Beddoe Jocelyn Hunt Jennifer Pinches | 161.100 | Brasile Janaína Silva Anna Caroline Cardoso Leticia Da Costa Nadine Ourives | 154.900 |

## III Edizione
La III edizione si è svolta il 27 marzo 2010. Vi hanno partecipato:
- Gran Bretagna(senior: Jocelyn Hunt, Nicole Hibbert, Rebecca Wing, Laura Edwards, Danusia Francis, Amy Middleton) (junior: Rebecca Tunney, Loriah James, Ruby Harrold, Laura Mitchel, Francesca Vincent, Sophie Jameson)
- Italia (senior: Vanessa Ferrari, Elisabetta Preziosa, Paola Galante, Emily Armi, Eleonora Rando, Jessica Mattoni, Federica Macri') (junior: Erika Fasana, Carlotta Ferlito, Andrea Foti, Francesca Deagostini, Giulia Leni, Greta Carnessali, Alessia Scantamburlo, Arianna Salvi, Alice Pozzobon)
- Russia (senior: Ksenija Semënova, Ekaterina Kurbatova, Ramil'ja Musina, Tat'jana Nabieva, Anna Myzdrikova, Tat'jana Solov'eva) (junior: Anastasija Grišina, Anastasija Sidorova, Marija Paseka, Julija Belokobyl'skaja, Violetta Malikova)
- Stati Uniti (senior: Alexandra Raisman, Morgan Smith, Amanda Jetter, Mackenzie Caquatto, Kytra Hunter, Cassie Whitcomb) (junior individualiste: Kyla Ross, Sabrina Vega)
- Giappone (junior: Yoshino Taniguchi, Asuka Teramoto, Risa Konishi, Mai Murakami, Mina Sugimura, Natsumi Sasada)

### Risultati Senior
| Evento               | Oro | Punti   | Argento | Punti   | Bronzo                                                                                            | Punti   |
| Concorso individuale | Alexandra Raisman                                                                                        | 57.650  | Ksenija Semënova                                                                                                | 56.900  | Vanessa Ferrari                                                                                   | 56.800  |
| Concorso a squadre   | Stati Uniti Alexandra Raisman Morgan Smith Amanda Jetter Mackenzie Caquatto Kytra Hunter Cassie Whitcomb | 228.450 | Russia Ksenija Semënova Ekaterina Kurbatova Ramil'ja Musina Tat'jana Solov'eva Tat'jana Nabieva Anna Myzdrikova | 225.900 | Italia Vanessa Ferrari Elisabetta Preziosa Paola Galante Emily Armi Eleonora Rando Federica Macrì | 220.300 |

### Risultati Junior
| Evento               | Oro                                                                                                  | Punti   | Argento                                                                                            | Punti   | Bronzo                                                                                           | Punti   |
| Concorso individuale | Anastasija Grišina                                                                                   | 59.450  | Kyla Ross                                                                                          | 56.700  | Erika Fasana Andrea Foti                                                                         | 56.050  |
| Concorso a squadre   | Russia Anastasija Grišina Anastasija Sidorova Marija Paseka Julija Belokobyl'skaja Violetta Malikova | 223.250 | Italia Erika Fasana Andrea Foti Carlotta Ferlito Francesca Deagostini Giulia Leni Greta Carnessali | 221.500 | Giappone Yoshino Taniguchi Asuka Teramoto Risa Konishi Mai Murakami Mina Sugimura Natsumi Sasada | 217.750 |

## IV Edizione
La IV edizione si è svolta il 19 marzo 2011. Hanno partecipato:
- Italia (senior: Carlotta Ferlito, Chiara Gandolfi, Giulia Leni, Carlotta Giovannini, Eleonora Rando) (junior: Elisa Meneghini, Alessia Leolini, Greta Carnessali, Sara Ricciardi, Francesca Deagostini)
- Stati Uniti (senior: McKayla Maroney, Jordyn Wieber, Alexandra Raisman, Gabrielle Douglas, Sabrina Vega, Amanda Jetter) (junior: Kyla Ross, Madison Kocian, Katelyn Ohashi, Lexie Priessman, Elizabeth Price, Ericha Fassbender)
- Russia (senior: Julija Belokobyl'skaja, Christina Kruglikova, Diana Sapranova, Julija In'šina, Marija Stepanova, Ekaterina Kurbatova) (junior: Anastasija Grišina, Anastasija Sidorova, Kristina Sidorova, Evgenija Šelgunova, Anna Rodionova, Julija Chemareva)
- Gruppo misto: Ilaria Bombelli  Jessica Mattoni  Bridgette Caquatto

### Risultati Senior
| Evento               | Oro | Punti   | Argento                                                                                | Punti   | Bronzo | Punti   |
| Concorso individuale | McKayla Maroney                                                                                          | 57.850  | Jordyn Wieber                                                                          | 57.700  | Alexandra Raisman | 57.400  |
| Concorso a squadre   | Stati Uniti McKayla Maroney Jordyn Wieber Alexandra Raisman Gabrielle Douglas Amanda Jetter Sabrina Vega | 232.250 | Italia Carlotta Ferlito Chiara Gandolfi Giulia Leni Carlotta Giovannini Eleonora Rando | 212.800 | Russia Julija Belokobyl'skaja Christina Kruglikova Diana Sapranova Julija In'šina Marija Stepanova Ekaterina Kurbatova | 210.200 |

### Risultati Junior
| Evento               | Oro                                                                                                   | Punti   | Argento | Punti   | Bronzo                                                                                                   | Punti   |
| Concorso individuale | Kyla Ross                                                                                             | 58.750  | Madison Kocian | 57.750  | Katelyn Ohashi                                                                                           | 57.700  |
| Concorso a squadre   | Stati Uniti Kyla Ross Madison Kocian Katelyn Ohashi Lexie Priessman Elizabeth Price Ericha Fassbender | 233.050 | Russia Anastasija Grišina Anastasija Sidorova Kristina Sidorova Evgenija Šelgunova Anna Rodionova Julija Chemareva | 220.500 | Italia Elisa Meneghini Erika Fasana Francesca Deagostini Greta Carnessali Sara Ricciardi Alessia Leolini | 214.750 |

## V Edizione
La V edizione si è svolta il 31 marzo 2012 ed hanno partecipato le seguenti nazioni:
- Italia (senior: Carlotta Ferlito, Vanessa Ferrari, Francesca Deagostini, Giorgia Campana, Giulia Leni, Sara Ricciardi) (junior: Enus Mariani, Lara Mori, Tea Ugrin, Laura Guatelli, Nicole Terlenghi, Martin Buro)
- Romania solo juniores  (Ștefania Stănilă, Miriam Aribasoiu, Bianca Ciobanu, Maria Rauta, Silvia Zarzu, Paula Turodache)
- Russia (senior: Anastasija Grišina, Anna Rodionova, Julija Belokobylskaja, Julija In'šina) (junior: Marija Charenkova, Marija Bondraeva, Ekaterina Baturina, Viktorija Kuz'mina)
- Stati Uniti  ( Kyla Ross, Alexandra Raisman, Sarah Finnegan, McKayla Maroney, Elizabeth Price, Rebecca Bross) (junior: Lexie Priessman, Bailie Key, Madison Desch, Amelia Hundley, Katelyn Ohashi)
- Gruppo misto:  Brenna Dowell,  Jessica Hélène Mattoni,  Mykyla Skinner,  Brianna Brown

### Risultati Senior
| Evento               | Oro                                                                                                  | Punti   | Argento                                                                                                 | Punti   | Bronzo                                                                         | Punti   |
| Concorso individuale | Kyla Ross                                                                                            | 59.850  | Alexandra Raisman                                                                                       | 59.050  | Sarah Finnegan                                                                 | 58.650  |
| Concorso a squadre   | Stati Uniti Kyla Ross Alexandra Raisman Sarah Finnegan McKayla Maroney Elizabeth Price Rebecca Bross | 236.950 | Italia Carlotta Ferlito Vanessa Ferrari Francesca Deagostini Giorgia Campana Giulia Leni Sara Ricciardi | 224.250 | Russia Anastasija Grišina Anna Rodionova Julija In'šina Julija Belokobyl'skaja | 217.800 |

### Risultati Junior
| Evento               | Oro                                                                                | Punti   | Argento                                                                              | Punti   | Bronzo                                                                          | Punti   |
| Concorso individuale | Lexie Priessman                                                                    | 56.950  | Enus Mariani                                                                         | 56.000  | Bailie Key                                                                      | 55.650  |
| Concorso a squadre   | Stati Uniti Lexie Priessman Bailie Key Madison Desch Amelia Hundley Katelyn Ohashi | 226.850 | Italia Enus Mariani Lara Mori Tea Ugrin Laura Guatelli Nicole Terlenghi Martine Buro | 217.200 | Russia Marija Charenkova Marija Bondareva Ekaterina Baturina Viktorija Kuz'mina | 215.800 |

## VI Edizione
La VI edizione si è svolta il 24 marzo 2013 ed hanno partecipato le seguenti nazioni:
- Giappone (senior: Natsumi Sasada, Wakana Inoue, Asuka Teramoto, Mai Murakami, Wakiko Ryu) (junior: Yuki Uchiyama, Aiko Sugihara, Wakana Yasui, Koko Dobashi, Marina Kawasaki)
- Italia "ufficiale" (senior: Vanessa Ferrari, Elisabetta Preziosa, Erika Fasana, Giorgia Campana, Elisa Meneghini, Federica Macri') (junior: Enus Mariani, Tea Ugrin, Lavinia Marongiu, Martina Rizzelli, Sofia Busato, Sofia Bonistalli)
- Stati Uniti (senior: Simone Biles, Kyla Ross, Brenna Dowell, Peyton Ernst, Lexie Priessman, Margaret Nichols) (junior: Bailie Key, Amelia Hundley)
- Svizzera (senior: Giulia Steingruber, Ilaria Kaeslin, Laura Schulte; Jessica Diacci, Sarina Gerber) (junior: Anja Schwarz, Giada Grisetti, Stefanie Siegenthaler, Gaia Nesurini, Mireja Gloor)
- Italia "sperimentale" (senior: Serena Bugani, Martine Buro, Adriana Crisci, Giulia Leni, Giulia Paglia, Arianna Rocca) (junior: Chiara Imeraj, Giorgia Morera, Nicole Terlenghi, Alice Linguerri, Joana Favaretto, Pilar Rubagotti )

### Risultati Senior
| Evento               | Oro                                                                                          | Punti  | Argento | Punti  | Bronzo                                                                      | Punti  |
| Concorso individuale | Simone Biles                                                                                 | 60.400 | Kyla Ross | 58.55  | Brenna Dowell                                                               | 56.650 |
| Concorso a squadre   | Stati Uniti Kyla Ross Simone Biles Brenna Dowell Peyton Ernst Maggie Nichols Lexie Priessman | 234.25 | Italia "ufficiale" Vanessa Ferrari Giorgia Campana Erika Fasana Elisabetta Preziosa Elisa Meneghini Federica Macrì | 221.35 | Giappone Wakana Inoue Wakiko Ryu Mai Murakami Natsumi Sasada Asuka Teramoto | 210.80 |
| Volteggio            | Simone Biles                                                                                 | 15,350 | Arianna Rocca | 14,125 | Alexis Priessman                                                            | 13,225 |
| Parallele            | Kyla Ross                                                                                    | 14,550 | Giorgia Campana | 13,950 | Brenna Dowell                                                               | 13,900 |
| Trave                | Simone Biles                                                                                 | 15,100 | Kyla Ross | 15,000 | Elisabetta Preziosa                                                         | 14,200 |
| Corpo libero         | Simone Biles                                                                                 | 14,850 | Maggie Nichols | 14,400 | Giulia Leni                                                                 | 13,950 |

### Risultati Junior
| Evento               | Oro | Punti   | Argento                                                                        | Punti   | Bronzo | Punti   |
| Concorso individuale | Bailie Key                                                                                                | 58.100  | Enus Mariani                                                                   | 55.200  | Amelia Hundley | 55.050  |
| Concorso a squadre   | Italia "ufficiale" Enus Mariani Tea Ugrin Martina Rizzelli Lavinia Marongiu Sofia Busato Sofia Bonistalli | 219.450 | Giappone Yuki Uchiyama Koko Dobashi Wakana Yasui Aiko Sugihara Marina Kawasaki | 209.400 | Italia "sperimentale" Nicole Terlenghi Joana Favaretto Chiara Imeraj Pilar Rubagotti Alice Linguerri Giorgia Morera | 206.400 |
| Volteggio            | Bailie Key                                                                                                | 14,750  | Nicole Terlenghi                                                               | 13,775  | Aiko Sugihara | 13,525  |
| Parallele            | Enus Mariani                                                                                              | 14,350  | Martina Rizzelli                                                               | 14,200  | Bailie Key | 14,000  |
| Trave                | Bailie Key                                                                                                | 13,300  | Lavinia Marongiu                                                               | 13,150  | Amelia Hundley | 13,100  |
| Corpo libero         | Bailie Key                                                                                                | 14,650  | Enus Mariani                                                                   | 13,650  | Sofia Bonistalli | 13,300  |

## VII Edizione

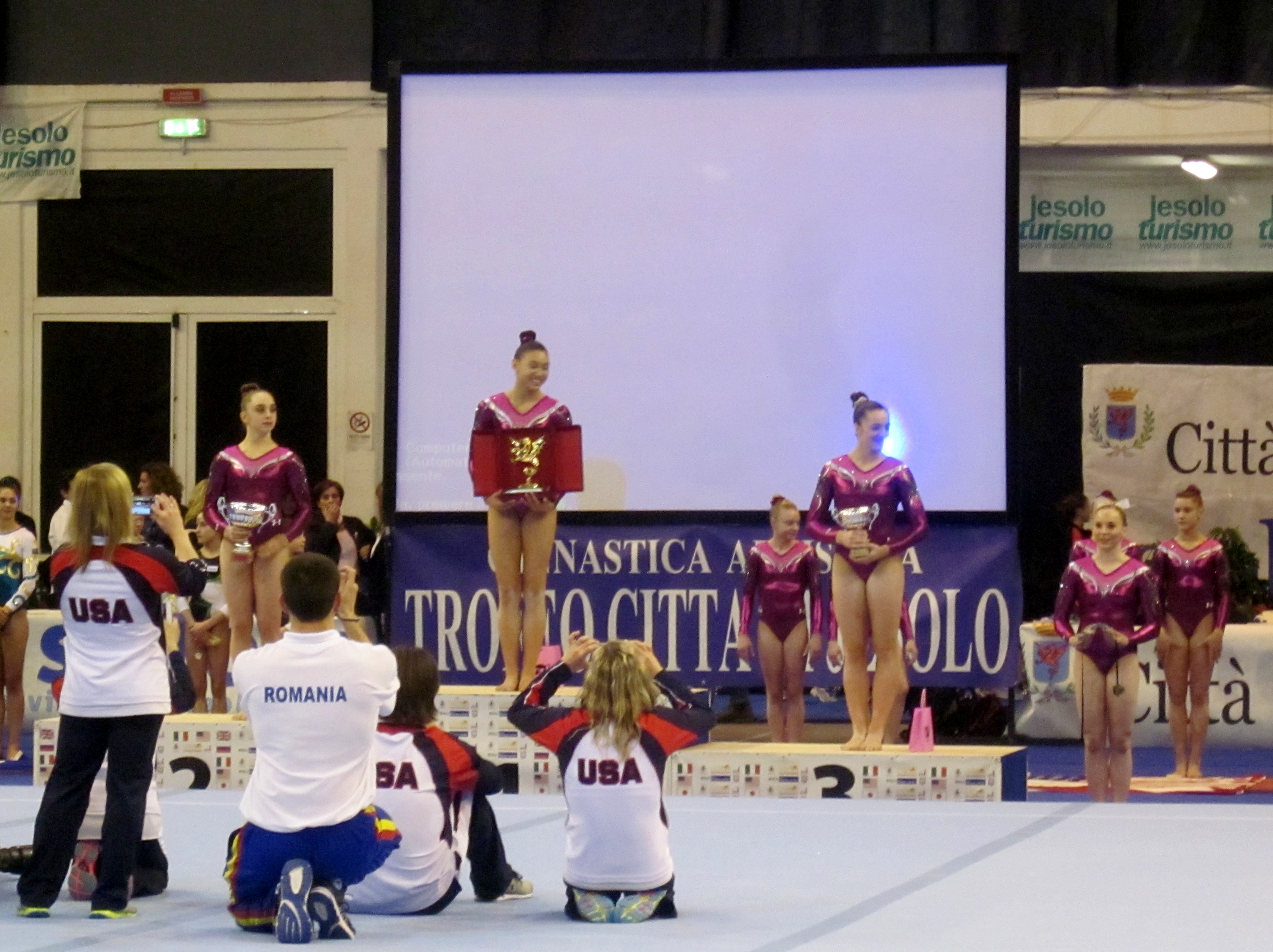
Il podio dell'edizione 2014: 1. Kyla Ross; 2. Peyton Ernst; 3. Maggie Nichols.

La VII edizione si è svolta il 22 marzo 2014, ed hanno partecipato:
- Australia  (senior: Kiara Munteanu, Georgia-Rose Brown, Georgia Godwin, Alexandra Eade, Madelaine Leydin, Mary-Anne Monckton) (junior: Aya Meggs, Alysha Djuric, Emily Whitehead, Yasmin Collier)
- Giappone (senior: Natsumi Sasada, Yuki Uchiyama, Chinami Otaki, Wakana Inoue, Minami Honda, Yasuha Matsumura) (junior: Sae Miyakawa, Marina Kawasaki, Yuka Momiyama, Ayu Koike, Yurika Yumoto, Sayaka Yatabe)
- Italia (senior: Elisa Meneghini, Erika Fasana, Giorgia Campana, Martina Rizzelli, Lavinia Marongiu, Lara Mori) (junior: Alice Linguerri, Chiara Imeraj, Iosra Abdelaziz, Joana Favaretto, Sofia Busato, Pilar Rubagotti, Desiree Carofiglio)
- Romania solo junior (Laura Jurca, Andra Stoica, Anda Butuc, Asiana Peng, Stefania Orzu, Andreea Iridon)
- Stati Uniti (senior: Kyla Ross, Peyton Ernst, Maggie Nichols, Mykayla Skinner, Alyssa Baumann, Madison Desch) (junior: Bailie Key, Nia Dennis, Norah Flatley, Emily Gaskins, Jordan Chiles, Ragan Smith)
- Gruppo misto senior:  Alessia Leolini,  Rachel Gowey,  Madison Kocian,  Ștefania Stănilă,  Andreea Munteanu,  Silvia Zarzu

### Risultati Senior
| Evento               | Oro                                                                                            | Punti   | Argento                                                                                         | Punti   | Bronzo                                                                                         | Punti   |
| Concorso individuale | Kyla Ross                                                                                      | 58,000  | Peyton Ernst                                                                                    | 57,650  | Maggie Nichols                                                                                 | 57,450  |
| Concorso a squadre   | Stati Uniti Kyla Ross Peyton Ernst Mykayla Skinner Madison Desch Alyssa Baumann Maggie Nichols | 231,650 | Italia Giorgia Campana Erika Fasana Martina Rizzelli Lavinia Marongiu Elisa Meneghini Lara Mori | 221,500 | Giappone Natsumi Sasada Wakana Inoue Yuki Uchiyama Chinami Otaki Yasuha Matsumura Minami Honda | 217,800 |
| Volteggio            | MyKayla Skinner                                                                                | 15,634  | Alessia Leolini                                                                                 | 13,617  | -                                                                                              | -       |
| Parallele            | Madison Kocian                                                                                 | 15,033  | Kyla Ross                                                                                       | 14,967  | Giorgia Campana                                                                                | 14,000  |
| Trave                | Andreea Munteanu                                                                               | 14,853  | Elisa Meneghini Alyssa Baumann                                                                  | 14,200  | -                                                                                              | -       |
| Corpo libero         | Mykayla Skinner                                                                                | 14,530  | Kyla Ross                                                                                       | 14,233  | Andreea Munteanu                                                                               | 13,967  |

### Risultati Junior
| Evento               | Oro                                                                                     | Punti   | Argento                                                                              | Punti   | Bronzo | Punti   |
| Concorso individuale | Bailie Key                                                                              | 58.250  | Nia Dennis                                                                           | 56.300  | Norah Flatley | 56.100  |
| Concorso a squadre   | Stati Uniti Norah Flatley Emily Gaskins Ragan Smith Jordan Chiles Bailie Key Nia Dennis | 228.000 | Romania Laura Jurca Andra Stoica Anda Butuc Andreea Iridon Stefania Orzu Asiana Peng | 209.400 | Italia Alice Linguerri Chiara Imeraj Iosra Abdelaziz Desiree Carofiglio Pilar Rubagotti Sofia Busato Joana Favaretto | 206.400 |
| Volteggio            | Bailie Key                                                                              | 14.934  | Jordan Chiles                                                                        | 14.350  | Laura Jurca | 14.234  |
| Parallele            | Bailie Key                                                                              | 14.267  | Nia Dennis                                                                           | 13.933  | Marina Kawasaki | 13.362  |
| Trave                | Norah Flatley                                                                           | 14.667  | Bailie Key                                                                           | 14.553  | Andreea Iridon | 14.300  |
| Corpo libero         | Bailie Key                                                                              | 14.533  | Laura Jurca                                                                          | 13.733  | Yuka Momiyama | 13.633  |

## VIII Edizione
L'ottava edizione del trofeo si è svolta dal 25 al 29 marzo 2015 e hanno partecipato:
- Australia (senior: Georgia Godwin, Eliza Freeman, Emily Little) (junior: Yasmin Collier, Talia Folino, Emily Whitehead)
- Canada (senior: Isabela Onyshko, Elsabeth Black, Audrey Rousseau, Victoria Kayen-Woo, Helody Cyrenne, Sydney Townsend, Sabrina Gill)  (junior: Jade Chrobok, Shallon Olsen, Ana Padurariu, Megan Roberts, Meaghan Ruttan, Rose-Kaying Woo)
- Francia (solo senior) (Marine Brevet, Anne Kuhm, Loan His, Camille Bahl, Valentine Pikul, Louise Vanhille)
- Italia (senior: Erika Fasana, Martina Rizzelli, Carlotta Ferlito, Tea Ugrin, Elisa Meneghini, Alessia Leolini) (junior: Sofia Arosio, Sara Berardinelli, Clara Colombo, Francesca Noemi Linari, Michela Redemagni, Nicole Simionato) (Young dreams: Alice D'Amato, Asia D'Amato, Giorgia Villa)
- Stati Uniti (senior A: Simone Biles, Bailie Key, Alexandra Raisman, Gabrielle Douglas, Alyssa Baumann, Maggie Nichols, Kyla Ross) (senior B: Madison Desch, Emily Schild, Megan Skaggs) (junior: Norah Flatley, Jazmyn Foberg, Laurie Hernandez, Victoria Nguyen, Ragan Smith, Oliva Trautman)
- individualiste: Emma Nedov, Arianna Rocca, Sofia Bonistalli, Enus Mariani.

### Risultati Senior
| Evento               | Oro                                                                                                   | Punti   | Argento                                                                                         | Punti   | Bronzo | Punti   |
| Concorso individuale | Simone Biles                                                                                          | 62,100  | Bailie Key                                                                                      | 59,500  | Aly Raisman | 59,100  |
| Concorso a squadre   | Stati Uniti Alyssa Baumann Simone Biles Gabby Douglas Bailie Key Maggie Nichols Aly Raisman Kyla Ross | 241,300 | Italia Erika Fasana Carlotta Ferlito Alessia Leolini Elisa Meneghini Martina Rizzelli Tea Ugrin | 224,350 | Canada Ellie Black Helody Cyrenne Sabrina Gill Isabela Onyshko Audrey Rousseau Sydney Townsend Victoria-Kayen Woo | 221,750 |
| Volteggio            | Simone Biles                                                                                          | 15,525  | Arianna Rocca                                                                                   | 14,500  | Ellie Black | 14,200  |
| Parallele            | Kyla Ross                                                                                             | 15,250  | Bailie Key                                                                                      | 15,150  | Sabrina Gill | 14,300  |
| Trave                | Simone Biles                                                                                          | 15,250  | Alyssa Baumann                                                                                  | 14,550  | Carlotta Ferlito                                                                                                  | 14,300  |
| Corpo libero         | Simone Biles                                                                                          | 16,050  | Erika Fasana                                                                                    | 14,900  | Aly Raisman | 14,850  |

### Risultati Junior
| Evento               | Oro                                                                                                  | Punti   | Argento                                                                                      | Punti   | Bronzo | Punti   |
| Concorso individuale | Laurie Hernandez                                                                                     | 57.650  | Norah Flatley                                                                                | 57.450  | Jazmyn Foberg                                                                                                 | 56.550  |
| Concorso a squadre   | Stati Uniti Norah Flatley Jazmyn Foberg Laurie Hernandez Victoria Nguyen Ragan Smith Olivia Trautman | 229.100 | Canada Jade Chrobok Shallon Olsen Ana Padurariu Megan Roberts Meaghan Ruttan Rose-Kaying Woo | 222.450 | Italia Sofia Arosio Sara Berardinelli Clara Colombo Francesca Noemi Linari Michela Redemagni Nicole Simionato | 208.150 |
| Volteggio            | Jazmyn Foberg                                                                                        | 14.600  | Shallon Olsen                                                                                | 14.550  | Ragan Smith                                                                                                   | 14.350  |
| Parallele            | Laurie Hernandez                                                                                     | 14.500  | Norah Flatley                                                                                | 14.250  | Rose-Kaying Woo                                                                                               | 14.050  |
| Trave                | Norah Flatley                                                                                        | 14.950  | Victoria Nguyen                                                                              | 14.450  | Rose-Kaying Woo                                                                                               | 13.750  |
| Corpo libero         | Laurie Hernandez                                                                                     | 14.650  | Ragan Smith                                                                                  | 14.250  | Megan Roberts                                                                                                 | 13.900  |

## IX Edizione
La nona edizione del trofeo si è svolta dal 19 al 20 marzo 2016 e hanno partecipato per le junior non vi è il concorso a squadre:
- Brasile (senior: Flavia Saraiva, Rebeca Andrade, Jade Barbosa, Daniele Hypolito, Carolyne Pedro)
- Francia (solo senior: Marine Brevet, Anne Kuhm, Loan His, Oreane Lechenault, Camille Bahl, Marine Boyer, Louise Vanhille)
- Italia (senior: Carlotta Ferlito, Giorgia Campana, Desiree Carofiglio, Alessia Leolini, Enus Mariani, Tea Ugrin) (junior: Giorgia Villa, Martina Maggio, Asia D'Amato, Francesca Noemi Linari, Maria Vittoria Cocciolo, Sydney Saturnino, Martina Basile, Giulia Bencini, Elisa Iorio, Sara Berardinelli, Giorgia Balottari)
- Stati Uniti (senior: Gabrielle Douglas, Laurie Hernandez, Mykayla Skinner, Alexandra Raisman, Ashton Locklear, Emily Schild) (junior: Jordan Chiles, Emma Malabuyo, Gabby Perea, Trinity Thomas
- Canada (solo junior: Ana Padurariu, Jade Chrobok)
- Germania (solo junior: Helene Schafer, Lisa Schoniger)
- Slovenia (solo junior: Lara Crnjac, Pia Hribar, Lucija Hribar)
- Finlandia (solo junior: Emilia Kemppi, Tira Kuitunen, Enni Kuttenen)
- Individualiste: (senior:   Ragan Smith,  Emily Gaskins,  Sydney Johnson-Scharpf)

### Risultati Senior
| Evento               | Oro | Punti   | Argento                                                                            | Punti   | Bronzo                                                                                            | Punti   |
| Concorso individuale | Gabrielle Douglas                                                                                             | 59.650  | Ragan Smith                                                                        | 59.050  | Laurie Hernandez                                                                                  | 58.550  |
| Concorso a squadre   | Stati Uniti Gabrielle Douglas Laurie Hernandez Ashton Locklear Alexandra Raisman Emily Schild Mykayla Skinner | 237.350 | Brasile Rebeca Andrade Jade Barbosa Daniele Hypolito Carolyne Pedro Flávia Saraiva | 223.700 | Italia Giorgia Campana Desiree Carofiglio Carlotta Ferlito Alessia Leolini Enus Mariani Tea Ugrin | 222.400 |
| Volteggio            | Mykayla Skinner                                                                                               | 15.525  | Laurie Hernandez                                                                   | 14.500  | Emily Schild                                                                                      | 14.200  |
| Parallele            | Ashton Locklear                                                                                               | 15.250  | Gabrielle Douglas                                                                  | 14.900  | His Loan                                                                                          | 14.250  |
| Trave                | Laurie Hernandez                                                                                              | 15.250  | Ragan Smith                                                                        | 15.200  | Alexandra Raisman                                                                                 | 14.750  |
| Corpo libero         | Alexandra Raisman                                                                                             | 15.050  | Ragan Smith                                                                        | 14.650  | Gabrielle Douglas                                                                                 | 14.500  |

### Risultati junior
| Evento               | Oro            | Punti  | Argento                     | Punti  | Bronzo          | Punti  |
| Concorso individuale | Jordan Chiles  | 58.250 | Emma Malabuyo               | 56.150 | Gabby Perea     | 55.750 |
| Volteggio            | Jordan Chiles  | 15.575 | Martina Maggio              | 14.050 | Jade Chrobok    | 13.875 |
| Parallele            | Gabby Perea    | 14.650 | Emma Malabuyo Jordan Chiles | 14.350 | Giorgia Villa   | 14.000 |
| Trave                | Emma Malabuyo  | 14.600 | Martina Maggio              | 13.600 | Helene Schaefer | 13.500 |
| Corpo libero         | Trinity Thomas | 14.150 | Emma Malabuyo               | 13.600 | Martina Maggio  | 13.500 |

## X Edizione
La decima edizione del trofeo si è svolta dal 1º al 2 aprile 2017 e hanno partecipato:
Stati Uniti (senior: Riley McCusker, Victoria Nguyen, Ashton Locklear, Morgan Hurd) (junior: Emma Malabuyo, Maile O'Keefe, Gabby Perea, Adeline Kenlin)
Russia (senior: Angelina Mel'nikova, Natal'ja Kapitonova, Elena Eremina, Dar'ja Spiridonova) (junior: Ksenija Klimenko, Anastasija Agafonova, Varvara Zubova, Valerija Sajfulina)
Brasile (senior: Rebeca Andrade, Thais Fidelis, Carolyne Pedro, Flavia Saraiva)
Canada (senior: Shallon Olsen, Audrey Rousseau, Brooklyn Moors, Jade Chrobok) (junior: Zoe Allaire-Bourgie, Jaden Gorsline, Ana Padurariu)
Francia (senior: Melanie De Jesus Dos Santos, Marine Boyer, Juliette Bossu, Lorette Charpy) (junior: Julia Forestier, Carolann Heduit, Celia Serber)
Belgio + Italia "squadra mista" (senior: Senna Deriks, Nina Derwael, Caterina Cereghetti, Sara Berardinelli)
Italia (senior: Giada Grisetti, Desiree Carofiglio, Francesca Noemi Linari, Martina Maggio) (junior "Italia 1": Alice D'Amato, Asia D'Amato, Giorgia Villa, Elisa Iorio) (junior "Italia 2": Matilde De Tullio, Benedetta Ciammarughi, Martina Basile, Sydney Saturnino) (junior "Italia youth": Alessia Federici, Simona Marinelli, Giulia Cotroneo, Camilla Campagnaro) (junior "Italia Hopes": Veronica Mandriota, Marta Morabito, Serena Napolitano)
Individualiste: (senior: Abby Paulson,  Alyona Shchennikova, Trinity Thomas,  Sofia Busato,  Lara Mori) (junior:  Olivia Dunne)

### Risultati senior
| Evento               | Oro                                                                    | Punti   | Argento                                                            | Punti   | Bronzo                                                                          | Punti   |
| Concorso individuale | Riley McCusker                                                         | 56.600  | Rebeca Andrade                                                     | 56.000  | Abby Paulson                                                                    | 55.800  |
| Concorso a squadre   | Stati Uniti Morgan Hurd Riley McCusker Ashton Locklear Victoria Nguyen | 167.950 | Brasile Rebeca Andrade Thais Fidelis Carolyne Pedro Flávia Saraiva | 164.650 | Russia Elena Eremina Natal'ja Kapitonova Angelina Mel'nikova Dar'ja Spiridonova | 164.600 |
| Volteggio            | Shallon Olsen                                                          | 14.500  | Sofia Busato                                                       | 14.175  | Angelina Mel'nikova                                                             | 14.025  |
| Parallele            | Elena Eremina                                                          | 14.750  | Riley McCusker                                                     | 14.600  | Ashton Locklear                                                                 | 14.550  |
| Trave                | Riley McCusker                                                         | 14.200  | Flávia Saraiva Marine Brevet                                       | 14.100  | -                                                                               | -       |
| Corpo libero         | Abby Paulson Flávia Saraiva                                            | 13.900  | -                                                                  | -       | Angelina Mel'nikova                                                             | 13.800  |

### Risultati junior
| Evento               | Oro                                                                | Punti   | Argento                                                     | Punti   | Bronzo                                                                       | Punti   |
| Concorso individuale | Gabby Perea                                                        | 57.2250 | Maile O'Keefe                                               | 56.900  | Emma Malabuyo                                                                | 56.275  |
| Concorso a squadre   | Stati Uniti Adeline Kenlin Emma Malabuyo Maile O'Keefe Gabby Perea | 171.850 | Italia Alice D'Amato Asia D'Amato Elisa Iorio Giorgia Villa | 157.900 | Russia Anastasija Agafonova Ksenia Klimenko Varvara Zubova Valeria Saifulina | 156.500 |
| Volteggio            | Gabby Perea                                                        | 14.325  | Emma Malabuyo                                               | 14.275  | Ana Padurariu                                                                | 13.975  |
| Parallele            | Elisa Iorio Gabby Perea                                            | 14.650  | -                                                           | -       | Maile O'Keefe                                                                | 14.600  |
| Trave                | Ana Padurariu                                                      | 14.250  | Gabby Perea                                                 | 14.150  | Maile O'Keefe                                                                | 14.050  |
| Corpo libero         | Emma Malabuyo                                                      | 14.100  | Maile O'Keefe Carolann Heduit                               | 13,450  | -                                                                            | -       |

## XI Edizione
L'undicesima edizione del Trofeo Città di Jesolo si è svolta il 14 e il 15 aprile 2018, vi hanno partecipato, gli Stati Uniti non prendono parte al concorso a squadre:
 Stati Uniti: (senior: Emma Malabuyo, Ragan Smith, Grace McCallum, Adeline Kenlin, Olivia Dunne, Alyona Shchennikova) (junior: Tori Tatum, Sydney Barros)
 Russia: (senior: Anastasija Il'jankova, Angelina Mel'nikova, Ul'jana Perebinosova, Eleonora Afanas'eva) (junior: Vladislava Urazova, Dar'ja Belousova, Elena Gerasimova, Ksenija Klimenko)
 Brasile: (senior:Jade Barbosa, Flávia Saraiva, Carolyne Pedro, Luiza Domingues) (junior: Ana Luiza Lima, Luiza Silva, Julia Soares, Christal Bezerra)
 Francia: (senior: Lorette Charpy, Louise Vanhille) (junior: Carolann Heduit, Claire Pontlevoy, Celia Serber, Mathilde Wahl)
 Italia: (senior: Martina Basile, Desiree Carofiglio, Giada Grisetti, Lara Mori) (junior: Asia D'Amato, Alessia Federici, Elisa Iorio, Giorgia Villa)
 Romania: (senior: Denisa Golgota, Carmen Ghiciuc, Nica Ivanus, Anamaria Ocolisan) (junior: Antonia Duta, Iulia Berar, Ana Maria Puiu, Silvana Sfiringu)
 (senior: Carina Kroll) (junior: Sidney Hayn, Lara Hinsberger, Emma Malewski, Aiyu Zhu)
 (senior: Laurie-Lou Vezina) (junior: Lucia Jakab, Mia Saint-Pierre, Jenn Sartoretto, Quinn Skurpa)
(senior: Deborah Salmina)
 Cina: (senior: Guo Fangting, Liu Jieyu, Liu Jinru, Qian Xuejia) (junior: He Licheng, Li Shijia, Wei Xiaoyuan, Yin Sisi)
 (junior: Ondine Achampong, Hallie Copperwheat, Phobe Jakubczyk, Annie Young)
individualiste: (senior: Sara Berardinelli, Sara Ricciardi, Caterina Cereghetti, Francesca Noemi Linari, Carlotta Ferlito, Maria Holbura) (junior: Alessia Canali, Giulia Cotroneo, Valentina Giommarini, Beatrice Pontoni, Camilla Campagnaro, Giulia Messali, Elisa Bizzotto)

### Risultati Senior
| Evento               | Oro                                                                                       | Punti   | Argento                                                            | Punti   | Bronzo                                                            | Punti   |
| Concorso individuale | Emma Malabuyo                                                                             | 55.868  | Ragan Smith                                                        | 55.166  | Anastasija Il'jankova                                             | 54..567 |
| Concorso a squadre   | Russia Eleonora Afanas'eva Angelina Mel'nikova Ul'jana Perebinosova Anastasija Il'jankova | 159.767 | Brasile Jade Barbosa Luiza Domingues Carolyne Pedro Flávia Saraiva | 159.366 | Italia Desiree Carofiglio Martina Basile Giada Grisetti Lara Mori | 156.299 |
| Volteggio            | Liu Jinru                                                                                 | 14.283  | Angelina Mel'nikova                                                | 14.267  | Eleonora Afanas'eva                                               | 14.217  |
| Parallele            | Anastasija Il'jankova                                                                     | 14.600  | Ragan Smith                                                        | 14.567  | Angelina Melnikova                                                | 14.333  |
| Trave                | Emma Malabuyo                                                                             | 14.300  | Ragan Smith                                                        | 14.200  | Angelina Mel'nikova                                               | 13.167  |
| Corpo libero         | Emma Malabuyo                                                                             | 14.167  | Flávia Saraiva                                                     | 13.900  | Grace McCallum Desiree Carofiglio                                 | 13.433  |

### Risultati junior
| Evento               | Oro                                                            | Punti   | Argento                                                                    | Punti   | Bronzo                                                               | Punti   |
| Concorso individuale | Vladislava Urazova                                             | 54.600  | Giorgia Villa                                                              | 54.533  | Celia Serber                                                         | 53.567  |
| Concorso a squadre   | Italia Asia D'Amato Alessia Federici Elisa Iorio Giorgia Villa | 161.766 | Russia Daria Belousova Elena Gerasimova Ksenia Klimenko Vladislava Urazova | 159.167 | Francia Carolann Heduit Claire Pontelovoy Celia Serber Mathilde Wahl | 156.499 |
| Volteggio            | Celia Serber                                                   | 14.200  | Asia D'Amato                                                               | 14.134  | Vladislava Urazova                                                   | 14.017  |
| Parallele            | Elisa Iorio Ksenia Klimenko                                    | 14.267  | -                                                                          | -       | Carolann Heduit                                                      | 14.200  |
| Trave                | Vladislava Urazova                                             | 13.967  | Iulia Berar                                                                | 13.133  | Elisa Iorio                                                          | 12.667  |
| Corpo libero         | Vladislava Urazova                                             | 13.867  | Yin Sisi                                                                   | 13.700  | Celia Serber                                                         | 13.233  |

## XII Edizione
La dodicesima edizione del Trofeo Città di Jesolo, si è tenuta tra il 2 e il 3 marzo 2019, vi hanno partecipato:
 Stati Uniti: (senior: Sunisa Lee, Emma Malabuyo, Shilese Jones, Gabby Perea) (junior: Kayla Di Ciello, Konnor McClain, Ciena Alipio, Sophia Butler)
 Cina: (senior: Liu Tingting, Tang Xijing, Qi Qi, Zhang Jin) (junior: Wei Xiaoyuan, Guan Chenchen)
Italia: (senior: Alice D'Amato, Elisa Iorio, Asia D'Amato, Desiree Carofiglio) (junior "Italia young" Angela Andreoli, Alessia Federici, Giorgia Leone, Veronica Mandriota) (junior "Italia old" India Bandiera, Camilla Campagnaro, Giulia Cotroneo, Micol Minotti)
Giappone: (senior: Rinne Sakatani, Ayumi Niiyama, Urara Ashikawa) (junior: Seri Haraguchi, Chiaki Hatakeda, Akiho Tokita, Hazuki Watanabe)
:Russia: (junior:Ol'ga Astaf'eva, Elena Gerasimova, Viktorija Listunova, Vladislava Urazova)
 Belgio: (junior:Stacy Bertrandt, Noémie Louon, Lisa Vaelen, Jutta Verkest)
 Germania: (junior: Marielle Billet, Jasmin Haase, Lara Hinsberger, Emma Malewski
individualiste: (senior: Martina Maggio, Martina Basile)

### Risultati senior
| Evento               | Oro                                                            | Punti   | Argento                                       | Punti   | Bronzo                                                           | Punti   |
| Concorso individuale | Sunisa Lee                                                     | 56.466  | Liu Tingting                                  | 55.901  | Emma Malabuyo                                                    | 55.899  |
| Concorso a squadre   | Stati Uniti Shilese Jones Sunisa Lee Emma Malabuyo Gabby Perea | 166.798 | Cina Liu Tingting Qi Qi Tang Xijing Zhang Jin | 165.201 | Italia Desiree Carofiglio Alice D'Amato Asia D'Amato Elisa Iorio | 161.333 |
| Volteggio            | Asia D'Amato                                                   | 14.200  | Desiree Carofiglio                            | 13.250  | -                                                                | -       |
| Parallele            | Sunisa Lee                                                     | 14.450  | Tang Xijing                                   | 14.350  | Elisa Iorio                                                      | 14.300  |
| Trave                | Liu Tingting                                                   | 14.800  | Emma Malabuyo                                 | 14.400  | Sunisa Lee                                                       | 14.150  |
| Corpo libero         | Sunisa Lee                                                     | 14.200  | Emma Malabuyo                                 | 14.100  | Qi Qi                                                            | 13.550  |

### Risultati junior
| Evento               | Oro                                                                            | Punti   | Argento                                                             | Punti   | Bronzo                                                        | Punti   |
| Concorso individuale | Konnor McClain                                                                 | 56.167  | Vladislava Urazova                                                  | 55.200  | Elena Gerasimova                                              | 55.000  |
| Concorso a squadre   | Russia Ol'ga Astaf'eva Elena Gerasimova Viktorija Listonova Vladislava Urazova | 165.234 | Stati Uniti Ciena Alipio Sophia Butler Kayla DiCello Konnor McClain | 163.899 | Belgio Stacy Bertrandt Noemie Louon Lisa Vaelen Jutta Verkest | 152.734 |
| Volteggio            | Konnor McClain                                                                 | 14.425  | Viktorija Listunova                                                 | 14.100  | Ciena Alipio                                                  | 14.050  |
| Parallele            | Vladislava Urazova                                                             | 14.300  | Elena Gerasimova                                                    | 14.100  | Konnor McClain                                                | 13.750  |
| Trave                | Viktorija Listunova                                                            | 13.850  | Ciena Alipio                                                        | 13.750  | Elena Gerasimova                                              | 13.700  |
| Corpo libero         | Viktorija Listunova                                                            | 14.300  | Vladislava Urazova                                                  | 13.900  | Konnor McClain                                                | 13.350  |

## XIII Edizione
La tredicesima edizione del Trofeo Città di Jesolo, si è tenuta tra il 9 e il 10 aprile 2022, vi hanno partecipato:
 Stati Uniti: (senior: eMjae Frazier, Shilese Jones, Konnor McClain, Zoe Miller, Elle Mueller ) (junior: Madray Johnson, Myli Lew, Zoey Molomo, Ella Murphy, Tiana Sumanasekera, Gabriella Van Frayen)
Italia: (senior: Angela Andreoli, Alice D'Amato, Asia D'Amato, Martina Maggio, Veronica Mandriota, Giorgia Villa) (junior: "Team Italia" Giulia Antoniotti, Chiara Barzasi, Arianna Belardelli, Alessia Guicciardi, July Marano, Viola Pierazzini) (junior "Team Sigoa" Matilde Ferrari, Emma Fioravanti, Caterina Gaddi, Arianna Grillo, Naomi Pazon, Letizia Saronni)
 Belgio: (senior: Maellyse Brassart, Margaux Dandois, Keziah Langendock, Noémie Louon, Lisa Vaelen, Zsofi Verleden) (junior: Audrey Cozzi, Ambre Frotte, Ming Gherardi, Léna Khenoun, Lilou Viallat)
 Canada: (senior: Ellie Black, Laurie Denommée, Jenna Lalonde, Cassandra Lee, Ava Stewart)
 Romania: (senior: Ana Maria Barbosu, Maria Ceplinschi, Andreea Preda, Silviana Sfringu, Ioana Stanciulescu) (junior: Amalia Ghigoarta, Ella Oprea, Amalia Puflea, Teodora Stoian, Crina Tudor, Sabrina Voinea)
 Francia: (senior: Coline Devillard, Silane Mielle, Morgane Osyssek, Célia Serber, Louane Versaveau) (junior: Audrey Cozzi, Ambre Frotte, Ming Gherardi, Léna Khenoun, Lilou Viallat)
 Germania: (junior: Marlene Gotthardt, Meolie Jauch, Helen Kevric, Chiara Moiszi)
Individualiste: (senior:  Desiree Carofiglio, Manila Esposito;  Ana Lena Koening) (junior:  Alessia Ceccarelli, Camilla Ferrari, Benedetta Gava, Martina Pieratti, Nadia Prandelli;  Cristella Brunetti-Burns, Tegan Shaver)

### Risultati senior
| Evento               | Oro                                                                            | Punti   | Argento                                                                                           | Punti   | Bronzo                                                                     | Punti   |
| Concorso individuale | Konnor McClain                                                                 | 54.999  | Asia D'Amato                                                                                      | 54.967  | Martina Maggio                                                             | 54.200  |
| Concorso a squadre   | Stati Uniti eMjae Frazier Shilese Jones Konnor McClain Zoe Miller Elle Mueller | 164.065 | Italia Angela Andreoli Alice D'Amato Asia D'Amato Martina Maggio Veronica Mandriota Giorgia Villa | 162.267 | Canada Ellie Black Laurie Denommée Jenna Lalonde Cassandra Lee Ava Stewart | 152.266 |
| Volteggio            | Coline Devillard                                                               | 13.675  | Asia D'Amato                                                                                      | 13.650  | Ellie Black                                                                | 13.350  |
| Parallele            | Zoe Miller                                                                     | 14.450  | Shilese Jones                                                                                     | 14.300  | Giorgia Villa                                                              | 14.100  |
| Trave                | Konnor McClain                                                                 | 13.850  | Martina Maggio                                                                                    | 13.800  | Shilese Jones                                                              | 13.550  |
| Corpo libero         | Konnor McClain                                                                 | 13.900  | eMjae Frazier                                                                                     | 13.850  | Ioana Sanciulescu                                                          | 13.150  |

### Risultati junior
| Evento               | Oro                                                                                                 | Punti   | Argento | Punti   | Bronzo                                                                                                   | Punti   |
| Concorso individuale | Tiana Sumanasekera                                                                                  | 52.500  | Madray Johnson                                                                                             | 52.366  | Myli Lew                                                                                                 | 52.299  |
| Concorso a squadre   | Stati Uniti Madray Johnson Myli Lew Zoey Molomo Ella Murphy Tiana Sumanasekera Gabriella Van Frayen | 159.766 | Italia Giulia Antoniotti Chiara Barzasi Arianna Belardelli Alessia Guicciardi July Marano Viola Pierazzini | 150.933 | Italia "Sigoa" Matilde Ferrari Emma Fioravanti Caterina Gaddi Arianna Grillo Naomi Pazon Letizia Saronni | 148.567 |
| Volteggio            | Tiana Sumanasekera                                                                                  | 13.500  | Zoey Molomo                                                                                                | 13.475  | Sabrina Voinea                                                                                           | 13.325  |
| Parallele            | Helen Kevric                                                                                        | 13.700  | Madray Johnson                                                                                             | 13.400  | Myli Lew                                                                                                 | 13.250  |
| Trave                | Tiana Sumanasekera                                                                                  | 13.800  | Madray Johnson                                                                                             | 13.500  | Amalia Ghigoarta                                                                                         | 13.400  |
| Corpo libero         | Tiana Sumanasekera                                                                                  | 12.850  | Zoey Molomo                                                                                                | 12.800  | Helen Kevric                                                                                             | 12.750  |

## XIV Edizione
La quattordicesima edizione del Trofeo Città di Jesolo, si è tenuta l'1 e il 2 aprile 2023, vi hanno partecipato:
Italia: (senior: Angela Andreoli, Alice D'Amato, Asia D'Amato, Manila Esposito, Martina Maggio, Giorgia Villa) (junior: Sara Caputo, Camilla Ferrari, Emma Fioravanti, Benedetta Gava, Naomi Pazon, Emma Puato)
 Germania: (junior: Maellys Alferi, Mara Dietz, Michaela Mulhoffer, Amalia Preuss Neudorf, Lisa Wotzel)
Giappone: (senior: Kanon Ebiya, Touwa Matsuda, Arisa Matsunaga) (junior: Ruka Lijima, Sawa Umemoto, Remi Watanabe)
 Spagna: (senior: Laura Casabuena, Laia Font, Maia Llacer Sirera, Laia Massferrer, Alba Petisco, Ana Perez)
 Canada: (senior squadra A: Jenna Lalonde, Cassie Lee, Clara Raposo, Sydney Turner) (senior squadra B: Amy Jorgensen, Sophie Patterson, Tegan Shaver, Jenna Timmons, Maya Zonneveld)
 Corea del Sud: (Eom Dohyun, Lee Dayeong, Lee Yunseo, Shin Solyi, Yeo Seojeong)
Individualiste: (senior:  Chiara Barzasi, Sofia Tonelli, Arianna Grillo, Martina Pieratti, Letizia Saronni,  Joana De Freitas) (junior:  Letizia Consalvi,  Anni Bantel,            Ichika Morii, Misa Nishiyama  Gabrielle Hardie, Audrey Snyder)

### Risultati Senior[15]
| Evento               | Oro                                                                                            | Punti   | Argento                                                                 | Punti   | Bronzo                                                                                     | Punti   |
| Concorso individuale | Manila Esposito                                                                                | 54.434  | Alice D'Amato                                                           | 54.067  | Angela Andreoli                                                                            | 53.000  |
| Concorso a squadre   | Italia Angela Andreoli Alice D'Amato Asia D'Amato Manila Esposito Martina Maggio Giorgia Villa | 164.934 | Corea del Sud Eom Dohyun Lee Dayeong Lee Yunseo Shin Solyi Yeo Seojeong | 154.834 | Spagna Laura Casabuena Laia Font Maia Llacer Sirera Laia Massferrer Alba Petisco Ana Perez | 152.167 |
| Volteggio            | Yeo Seojeong                                                                                   | 14.000  | Asia D'Amato                                                            | 13.850  | Manila Esposito                                                                            | 13.125  |
| Parallele            | Alice D'Amato                                                                                  | 14.750  | Giorgia Villa                                                           | 14.500  | Lee Yunseo                                                                                 | 14.100  |
| Trave                | Cassie Lee                                                                                     | 13.500  | Yeo Seojeong                                                            | 12.850  | Laia Masferrer                                                                             | 12.700  |
| Corpo libero         | Laura Casabuena                                                                                | 13.050  | Lee Dayeong                                                             | 12.900  | Sydeny Turner                                                                              | 12.700  |

### Risultati junior
| Evento               | Oro                                                                                      | Punti   | Argento                                         | Punti   | Bronzo                                                                                | Punti   |
| Concorso individuale | Gabrielle Hardie                                                                         | 52.134  | Audrey Snyder                                   | 51.666  | Emma Fioravanti                                                                       | 50.700  |
| Concorso a squadre   | Italia Sara Caputo Camilla Ferrari Emma Fioravanti Benedetta Gava Naomi Pazon Emma Puato | 153.267 | Giappone Iijima Ruka Umemoto Sawa Watanabe Remi | 146.601 | Germania Maellys Alferi Mara Diet Michaela Mühlhofer Amalia Preuss Neudor Lisa Wötzel | 141.599 |
| Volteggio            | Benedetta Gava                                                                           | 13.525  | Gabrielle Hardie                                | 12.825  | Audrey Snyder                                                                         | 12.650  |
| Parallele            | Gabrielle Hardie                                                                         | 13.500  | Audrey Snyder                                   | 13.250  | Camilla Ferrari                                                                       | 12.850  |
| Trave                | Audrey Snyder                                                                            | 13.400  | Gabrielle Hardie Lijima Ruka                    | 12.900  | -                                                                                     | -       |
| Corpo libero         | Emma Fioravanti                                                                          | 13.400  | Gabrielle Hardie                                | 13.000  | Umemoto Sawa                                                                          | 12.800  |

## XV Edizione
La quindicesima edizione del Trofeo Città di Jesolo, si è tenuta il 20 e il 21 di aprile 2024, vi hanno partecipato:
Italia: (senior: squadra "A" Angela Andreoli, Alice D'Amato, Asia D'Amato, Manila Esposito, Elisa Iorio; Squadra "B" Nunzia Dercenno, Matilde Ferrari, Camilla Ferrari, Veronica Mandriota, July Marano, Sofia Tonelli) (junior: Angelica Finiguerra, Emma Fioravanti, Benedetta Gava, Artemisia Iorfino, Giulia Perotti, Emma Puato)
 Germania: (senior: Marlene Gotthardt, Janoah Müller, Karina Schönmaier, Elisabeth Seitz, Silja Stöhr, Lisa Wötzel) (junior: Aliya-Jolie Funk, Yonca Özgül, Frederika Suhl)
 Spagna: (senior: Marina Escudero, Lorena Medina, Ainara Sautua, Laia Massferrer, Alba Petisco, Ana Perez)
 Canada: (senior squadra A:Ellie Black, Shallon Olsen, Audrey Rousseau, Ava Stewart, Aurelie Tran, Cassie Lee) (senior squadra B: Gabby Black, Clara Raposo, Frédérique Sgarbossa, Emma Spence, Sydney Turner) (junior: Zoé Cadrin, Lindsey Corbett, Coralie Demers, Gabrielle Fausto, Lia Monica Fontaine, Alyssa Guerrier-Calixte)
 Brasile: (senior: Rebeca Andrade, Jade Barbosa, Andreza Lima, Carolyne Pedro, Flavia Saraiva, Julia Soares), (junior: Julia Coutinho, Larissa Machado, Maria Montesino, Isabel Ramos, Gabriela Vieira, Sophia Weisberg)
 Stati Uniti D'America: (senior: Dulcy Caylor, Katelyn Jong, Eveylynn Lowe, Hezly Rivera, Tiana Sumanasekera) (junior: Lavi Crain, Addy Fulcher, Claire Pease, Tyler Turner)
 Francia: (senior: Marine Boyer, Lorette Charpy, Djenna Laroui, Silane Mielle, Morgane Osyssek, Ming van Eijken)
Individualista: (junior: Giada Di Pietro)

### Risultati Senior[17]
| Evento               | Oro                                                                           | Punti   | Argento                                                                                     | Punti   | Bronzo                                                                                        | Punti   |
| Concorso individuale | Alice D'Amato Ellie Black                                                     | 55.733  | -                                                                                           | -       | Asia D'Amato                                                                                  | 54.900  |
| Concorso a squadre   | Italia Angela Andreoli Alice D'Amato Asia D'Amato Manila Esposito Elisa Iorio | 166.800 | Brasile Rebeca Andrade Jade Barbosa Andreza Lima Carolyne Pedro Flavia Saraiva Julia Soares | 164.465 | Stati Uniti D'America Dulcy Caylor Katelyn Jong Eveylynn Lowe Hezly Rivera Tiana Sumanasekera | 163.934 |
| Volteggio            | Ming van Eijken                                                               | 13.575  | Karina Schönmaier                                                                           | 13.550  | Shallon Olsen                                                                                 | 13.425  |
| Parallele            | Alice D'Amato Rebeca Andrade                                                  | 14.700  | -                                                                                           | -       | Elisabeth Seitz                                                                               | 14.100  |
| Trave                | Flávia Saraiva                                                                | 14.500  | Rebeca Andrade                                                                              | 13.900  | Asia D'Amato                                                                                  | 13.750  |
| Corpo libero         | Flávia Saraiva Júlia Soares Manila Esposito                                   | 13.600  | -                                                                                           | -       | -                                                                                             | -       |

### Risultati junior
| Evento               | Oro                                                                     | Punti   | Argento                                                                                               | Punti   | Bronzo | Punti   |
| Concorso individuale | Giulia Perotti                                                          | 52.800  | Addy Fulcher                                                                                          | 52.467  | Claire Pease                                                                                                  | 52.133  |
| Concorso a squadre   | Stati Uniti D'America Lavi Crain Addy Fulcher Claire Pease Tyler Turner | 158.534 | Italia Angelica Finiguerra Emma Fioravanti Benedetta Gava Artemisia Iorfino Giulia Perotti Emma Puato | 156.100 | Canada Zoé Cadrin Lindsey Corbett Coralie Demers Gabrielle Fausto Lia Monica Fontaine Alyssa Guerrier-Calixte | 149.666 |
| Volteggio            | Benedetta Gava                                                          | 13.700  | Lavi Crain Emma Puato                                                                                 | 13.400  | - | -       |
| Parallele            | Claire Pease                                                            | 13.800  | Addy Fulcher                                                                                          | 13.050  | Lia Monica Fontaine                                                                                           | 12.900  |
| Trave                | Giulia Perotti                                                          | 13.600  | Claire Pease                                                                                          | 13.350  | Gabrielle Fausto                                                                                              | 12.800  |
| Corpo libero         | Emma Fioravanti                                                         | 13.500  | Giulia Perotti                                                                                        | 13.100  | Isabel Ramos                                                                                                  | 12.850  |

## Medagliere

### Medagliere complessivo
Include le finali di specialità, i concorsi a squadre ed i concorsi generali individuali, sia seniores che juniores.
| Pos | Nazione       | Ori | Argenti | Bronzi | Tot. |
| --- | ------------- | --- | ------- | ------ | ---- |
| 1   | Stati Uniti   | 91  | 60      | 39     | 190  |
| 2   | Italia        | 23  | 41      | 33     | 97   |
| 3   | Russia        | 13  | 9       | 14     | 36   |
| 4   | Brasile       | 5   | 9       | 3      | 17   |
| 5   | Canada        | 4   | 2       | 15     | 21   |
| 6   | Francia       | 3   | 2       | 5      | 10   |
| 7   | Cina          | 2   | 5       | 1      | 8    |
| 8   | Romania       | 2   | 3       | 7      | 12   |
| 9   | Corea del Sud | 1   | 3       | 1      | 5    |
| 10  | Germania      | 1   | 1       | 4      | 6    |
| 11  | Spagna        | 1   | 0       | 3      | 4    |
| 12  | Giappone      | 0   | 3       | 7      | 10   |
| 13  | Gran Bretagna | 0   | 1       | 1      | 2    |
| 14  | Belgio        | 0   | 0       | 1      | 1    |